# Glenea lusoria
Glenea lusoria là một loài bọ cánh cứng trong họ Cerambycidae.